# 吉野谷ダム
吉野谷ダム（よしのだにダム）は、石川県白山市、手取川水系尾添川に建設されたダム。高さ20.45メートルの重力式コンクリートダムで、北陸電力の発電用ダムである。同社の水力発電所・吉野谷発電所に送水し、最大1万3,300キロワットの電力を発生する。

## 歴史
1919年（大正8年）、大同電力社長・福澤桃介を中心として設立された白山水力は、吉野谷発電所および取水先である吉野谷ダムの建設工事を1920年（大正9年）に着工した。工事は不況のあおりを受け、一時中断があったものの、1926年（大正15年）に完成。吉野谷発電所が運転を開始した。
白山水力は手取川のほか、福井県を流れる九頭竜川の水利権も有しており、1923年（大正12年）に西勝原発電所（現・北陸電力西勝原第一発電所）を完成させている。当初計画では、これらの発電所で発生した電力を京都電灯を通じて地元に供給するとしていたが、長距離送電線路網の発展に伴い、より遠方の地域にも電力を供給できるようになった。中京圏を拠点とする東邦電力は白山水力との間で取引の契約を交わし、吉野谷発電所の建設費725万3,000円（当時）の半分を出資するとともに、完成のあかつきには発生した電力をすべて買い取るとした。なお、吉野谷発電所には水車発電機が2台設置されており、1万2,500キロワットの電力を発生できる能力を備えていた。しかし運転開始当初は、2台のうち1台が予備機という扱いであったため、出力は6,250キロワットにとどまっていた。公式に1万2,500キロワットの出力を発揮できるようになったのは、1927年（昭和2年）からのことである。
白山水力は1933年（昭和8年）2月、同じく福澤桃介が興した矢作水力へと合併。吉野谷発電所も矢作水力の所有となったが、1942年（昭和17年）4月には日本発送電に出資され、戦後は北陸電力に継承された。北陸電力は1999年（平成11年）10月、老朽化した吉野谷発電所の改修作業に着手した。水車発電機や水圧鉄管の取り替えにより、出力を1万3,300キロワットに増強。吉野谷ダムについてもローリングゲートを2門すべて撤去し、ゲートレスダム化した。中央と右岸にあったゲート支持部も撤去されたことで、非常にすっきりとした外観となっている。工事は2001年（平成13年）3月に完了し、同年4月に発電所の運転が再開された。

## 周辺
北陸自動車道・金沢西インターチェンジから国道157号を南下。白山市（旧・石川郡吉野谷村）木滑新（きなめりしん）、手取川の川岸に吉野谷発電所がある。発電所の構内には白山水力を興し、同発電所の建設に深く関わった人物として、アカデミックドレスをまとった福澤桃介の胸像が置かれている。
白山白川郷ホワイトロードへとつながる国道360号・東荒谷交差点を左折するとすぐに橋で尾添川を渡り、中宮温泉・白山中宮温泉スキー場に至るが、この橋の上からは、吉野谷ダムの全景を望むことができる。吉野谷ダムの上流には尾口発電所や中宮発電所、吉野谷発電所の下流には吉野第一・第二発電所といった、歴史ある水力発電所が散在している。